# Josh T. Pearson
Josh T. Pearson (Texas) is een Amerikaanse zanger en gitarist.

## Biografie
In 1996 vormde Pearson de kortstondige, maar veelgeprezen band Lift to Experience, die in 2001 het dubbelalbum The Texas-Jerusalem Crossroads uitbracht bij Bella Union en kort daarna uit elkaar ging. Lift to Experience werd in 2016 omgevormd tot een eenmalige show in de Royal Festival Hall in Londen. De band remixte vervolgens het album Texas-Jerusalem Crossroads en speelde vervolgens op het Green Man Festival in Wales in augustus 2017.
Nadat Lift to Experience was ontbonden, trok Pearson zich terug in Limestone County (Texas), waar hij klusjes deed om rond te komen terwijl hij bleef spelen en muziek schreef. Uiteindelijk verliet hij Texas voor Europa, waar hij in Berlijn en Parijs woonde, terwijl hij live speelde om zichzelf te onderhouden. Hij toerde ook met Dirty Three, Archie Bronson Outfit, 65daysofstatic en trad met name op tijdens het All Tomorrow's Parties-festival, waaronder met Dirty Three (2007) en My Bloody Valentine (2009). Zijn enige studio-opname in deze tijd is een cover van Hank Williams' nummer I'm So Lonesome I Could Cry, dat werd uitgebracht op een 7" split-single met ook Dirty Three en een verschijning op het compilatiealbum West Country Night - Session One. Hij verzorgde ook gitaar en achtergrondzang op de twee nummers Seal Jubilee en Trophy bij het genomineerde album Fur and Gold van Bat for Lashes uit 2006. In januari 2010 nam Pearson een album op met akoestische ballads in de Klangbild Studios in Berlijn. Tijdens opnamesessies deed hij ook een sessie met de Berlijnse pianist en componist Dustin O'Halloran (twee nummers van deze sessie werden later uitgebracht ter ondersteuning van Record Store Day 2011) en later dat jaar nam hij deel in het project Dust Lane Inc. van Yann Tiersen. In november 2010 kondigde Mute Records de contractering van Josh T. Pearson aan en het uitbrengen van zijn debuut soloalbum Last of the Country Gentlemen in maart 2011. Pearson bracht het grootste deel van 2011-2012 door met het promoten van het album en het uitgebreid toeren ter ondersteuning, speelde veel solo-shows, waaronder de South by Southwest Music Conference in Austin (Texas) en uitverkochte avonden in Union Chapel, Islington en Barbican Centre in Londen, festivals waaronder het Primavera Sound Festival, Latitude Festival, Green Man Festival en End of the Road Festival, terwijl ze ook het podium deelden met mensen als Fleet Foxes en Joanna Newsom. Hij maakte zijn tv-debuut in de BBC Two-show Later with Jools Holland in april 2011.
Last of the Country Gentlemen werd uitgeroepen tot Rough Trade Records' «Album of the Year 2011» en genomineerd in de twee categorieën «Best Album» en «Breakthrough Act» bij de Mojo Awards 2011 en genomineerd voor de Uncut Music Award 2011. Het tijdschrift Uncut plaatste het album op #5, terwijl Mojo het op #7 plaatste, Rolling Stone op #33 en Q op #42 in hun Top 50 Albums van 2011. In december 2013 nam Uncut Last of the Country Gentlemen op in hun selectielijst van de top 50 van «Greatest Singer/Songwriter Albums of All Time». In oktober 2011 nam Pearson deel aan het kunstproject A Room for London - Sounds from a Room, waarin vooraanstaande kunstenaars van alle disciplines een éénpersoons slaapkamer gebruikten. Joseph Conrad's boek Heart of Darkness beïnvloedde de architectonische constructie in de vorm van een rivierboot, geplaatst op een dak van de Queen Elizabeth Hall in Southbank Centre in Londen als werkruimte. Tijdens zijn tweedaagse residentie nam Pearson 10 gospelnummers op, gevolgd door een live webcast.
Pearson speelde en verscheen in de Franse experimentele film La Vie nouvelle uit 2002 van Philippe Grandrieux. Pearsons nummer Country Dumb verscheen in de door Martin McDonagh geregisseerde film Seven Psychopaths en Woman, When I've Raised Hell uit 2012 in de thrillerfilm The Counselor van Ridley Scott uit 2013, geschreven door Cormac McCarthy. Mark Lanegan noemde Pearson een unieke artiest, terwijl Guy Garvey van Elbow hem de grootste mannelijke zanger van onze tijd noemde.

## Discografie

### Albums
- 2011: Last of the Country Gentlemen (Mute Records)
- 2018: The Straight Hits! (Mute Records)

### Singles/ep's
- 2006: I'm So Lonesome I Could Cry (Bella Union) – split 7" single Dirty Three
- 2011: Country Dumb (Mute Records) – single
- 2011: Sweetheart I Ain't Your Christ / Country Dumb (Mute Records) – 12" Record Store Day publicatie (beperkte oplage van 250)
- 2011: Woman, When I've Raised Hell (Mute Records) – single
- 2011: Sorry with a Song (Mute Records) – single
- 2011: Rough Trade Christmas Bonus (Mute Records) – beperkte oplage ep voor Rough Trade Shops

### Live bootlegs
- 2005: To Hull and Back (zelf uitgebracht) – cd-r album, live opgenomen in The New Adelphi Club in Hull, Engeland
- 2011: The King Is Dead (Mute Czechoslovakia) – 12" album (beperkte oplage van 1000). live opgenomen in de Union Chapel in Londen, Engeland

- Bibliothèque nationale de France: cb144476446 (data)
- International Standard Name Identifier: 0000 0000 0125 6535
- Library of Congress Control Number: no2011136888
- MusicBrainz: d4b3138d-be55-4c4e-bf49-33ca8b40371e
- Virtual International Authority File: 64227684
- WorldCat: E39PBJqqCFpfh493dxdkVF9dQq